# Flávio Oliveira
Flávio Oliveira (Santa Maria, 6 de janeiro de 1944) é um compositor, pianista, maestro e professor brasileiro.

## Biografia
Formou-se em Língua e Literatura Grega e Língua e Literatura de Língua Portuguesa pela UFRGS. Iniciou seus estudos de música com a Zuleika de Araújo Vianna e depois se aperfeiçoou em composição com Roberto Schnorrenberg, Esther Scliar, Armando Albuquerque, Willy Corrêa de Oliveira e Maurice Le Roux, estudou piano com Homero Magalhães e Gilberto Tinetti, e regência com Carlos Alberto Pinto Fonseca e Ernst Hüber-Contwig.
Entre 1964 e 2003 trabalhou na Rádio da Universidade como programador, produtor e apresentador, e desempenhou destacada carreira como professor. Na UFRGS lecionou Composição, Orquestração, Fuga e História da Música, e foi professor convidado de várias universidades do Brasil e exterior. Foi diretor da Discoteca Pública Natho Henn e produziu o Projeto Bruno Kiefer para a Secretaria Municipal de Cultura de Porto Alegre. Em 2012 fez parte do júri do concurso Jovens Compositores promovido pela Orquestra Sinfônica de Porto Alegre.
Participou de festivais internacionais em Berlim (1985) e Boston (1990), e foi compositor residente do 50º Festival Música Nova Gilberto Mendes (2016). Recebeu vários prêmios como compositor de trilhas sonoras para peças de teatro, e o CD de suas obras Tudo Muda – a música de Flávio Oliveira recebeu dois Prêmios Açorianos. Em sua produção destaca-se o ciclo Canções de Emergência para canto e piano.